# Леховская
Леховская — деревня в Шенкурском районе Архангельской области. Входит в состав муниципального образования «Сюмское».

## География
Деревня расположена в южной части Архангельской области, в таёжной зоне, в пределах северной части Русской равнины, в 56 километрах на север от города Шенкурска, на правом берегу реки Вага, напротив впадения в неё притока Сюма. Ближайшие населённые пункты: на западе, на противоположном берегу реки, деревня Куликовская
Часовой пояс
Леховская, как и вся Архангельская область, находится в часовой зоне МСК (московское время). Смещение применяемого времени относительно UTC составляет +3:00.

## Население
| 2002 | 2010 | 2012 |
| ---- | ---- | ---- |
| 33   | ↘18  | ↘16  |

## История
Указана в «Списке населённых мест по сведениям 1859 года» в составе 2-го стана Шенкурского уезда Архангельской губернии под номером «2273» как «Леховская». Насчитывала 13 дворов, 84 жителя мужского пола и 80 женского.
В «Списке населённых мест Архангельской губернии к 1905 году» деревня Леховская (Заважье) насчитывает 36 дворов, 153 мужчины и 139 женщин. Отмечено наличие здесь земской (разгонной) станции. В административном отношении деревня входила в состав Устьсюмского сельского общества Предтеченской волости.
1 января 1908 году деревня оказалась в составе новой Устьсюмской волости, которая выделилась из Предтеченской. На 1 мая 1922 года в поселении 55 дворов, 135 мужчин и 177 женщин.